# Mount Sporli
Der Mount Sporli ist ein 2255 m hoher und markanter Berg im Ellsworthgebirge des westantarktischen Ellsworthlands. In der Heritage Range ragt er an der Ostseite des Kopfendes des Driscoll-Gletschers in den Pioneer Heights auf. Von den nordwestlichen Ausläufern des Berges erstreckt sich die Mhire Spur in westlicher Richtung.
Eine Geologenteam der University of Minnesota, das von 1963 bis 1964 in diesem Gebiet tätig war, benannte ihn nach Bernhard N. Sporli, ein Mitglied dieser Mannschaft.